# Gummibär

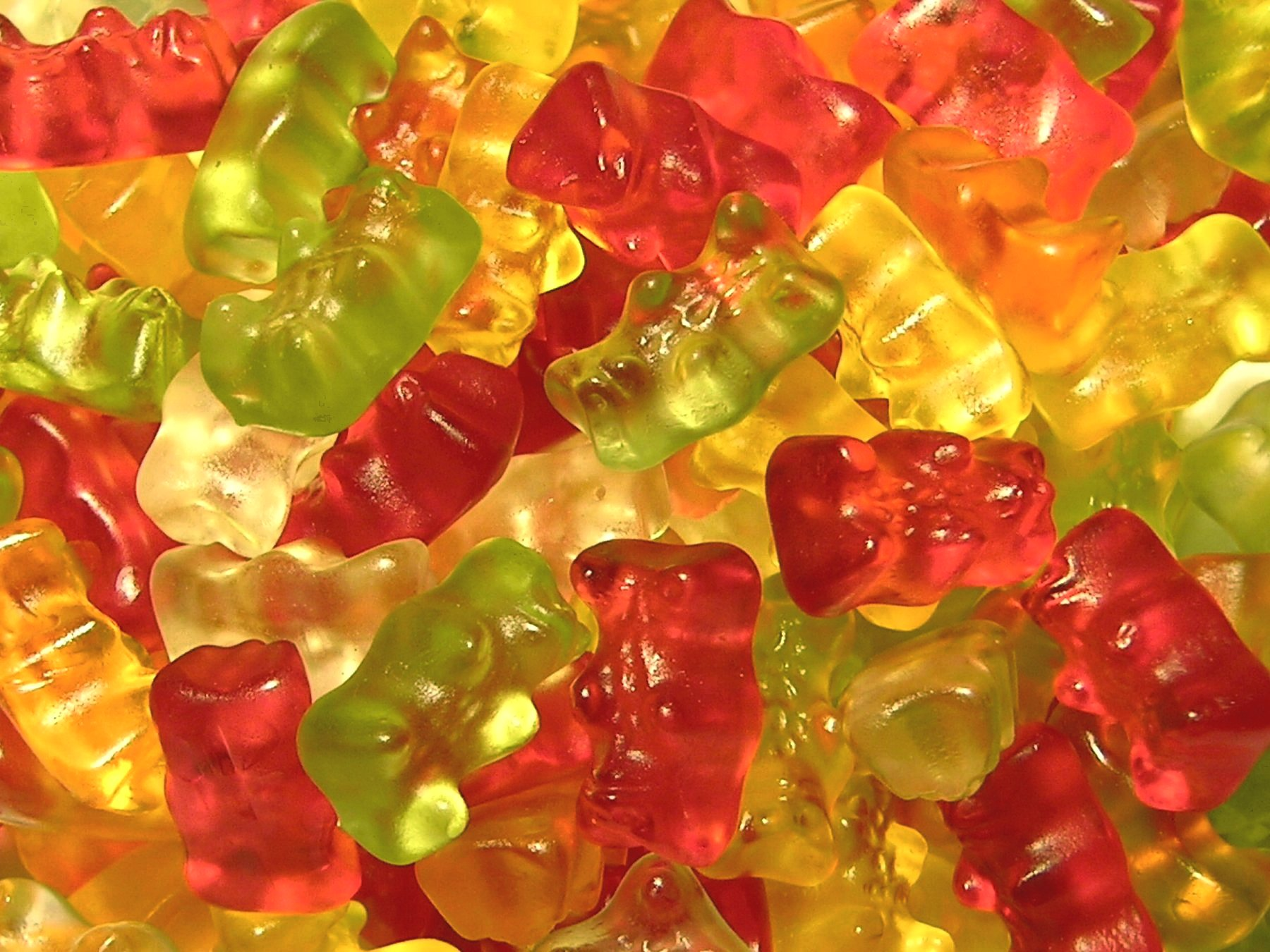
Gummibärchen

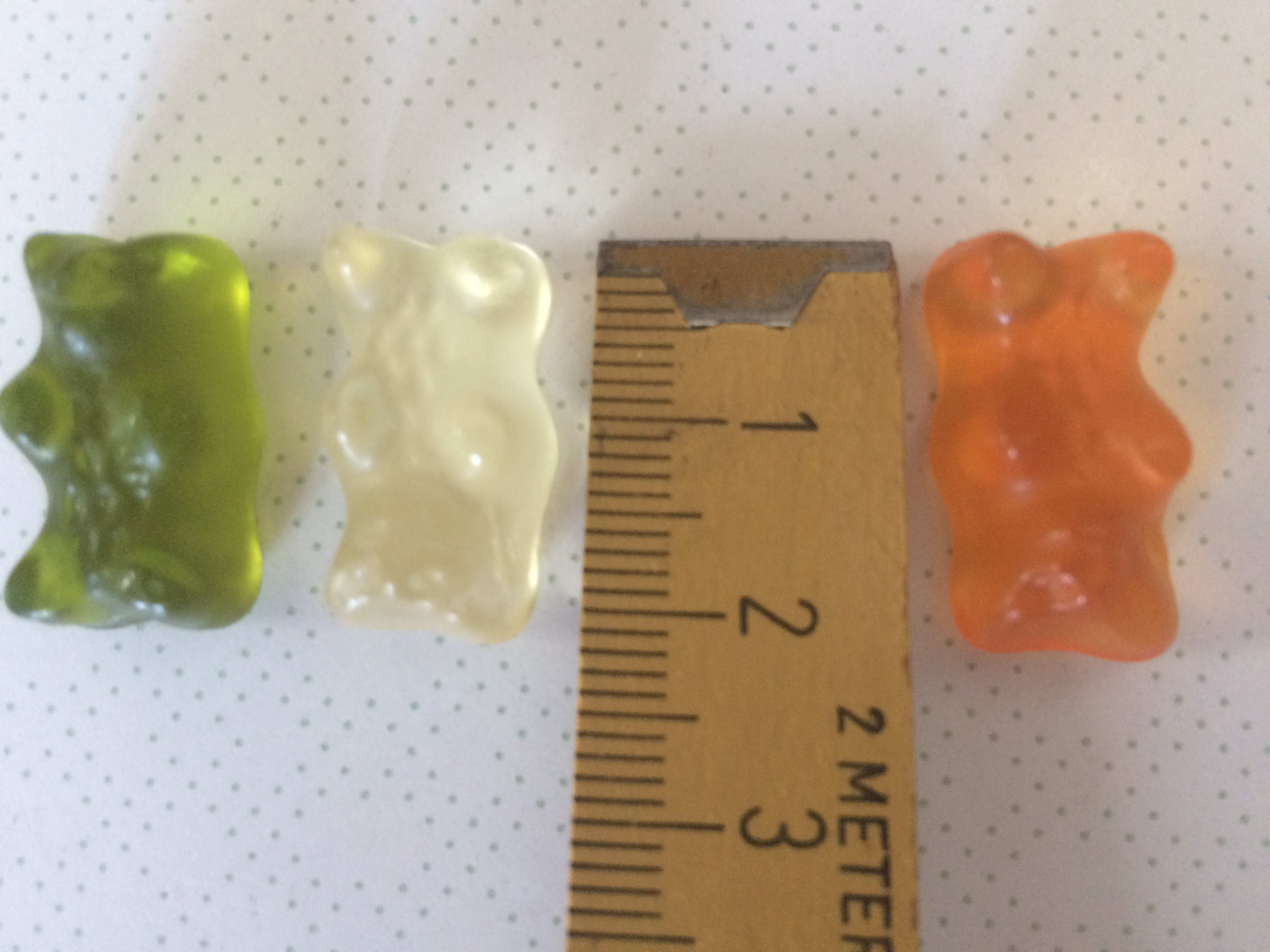
Gummibärchen mit Metermaß

Gummibären (auch Gummibärchen oder Gummibärli) sind Fruchtgummis in Form von etwa 2,1 Zentimeter großen, stilisierten Bären. Sie werden in unterschiedlichen Farben hergestellt und bestehen im Wesentlichen aus Zucker, Glukosesirup, Wasser und Gelatine, die ihnen ihre gummiartige Konsistenz verleiht. Zusätzlich enthalten sie Farb- und Geschmacksstoffe, Säuerungs- und Überzugsmittel. Es gibt sie auch in gelatinefreier Ausführung.

## Geschichte

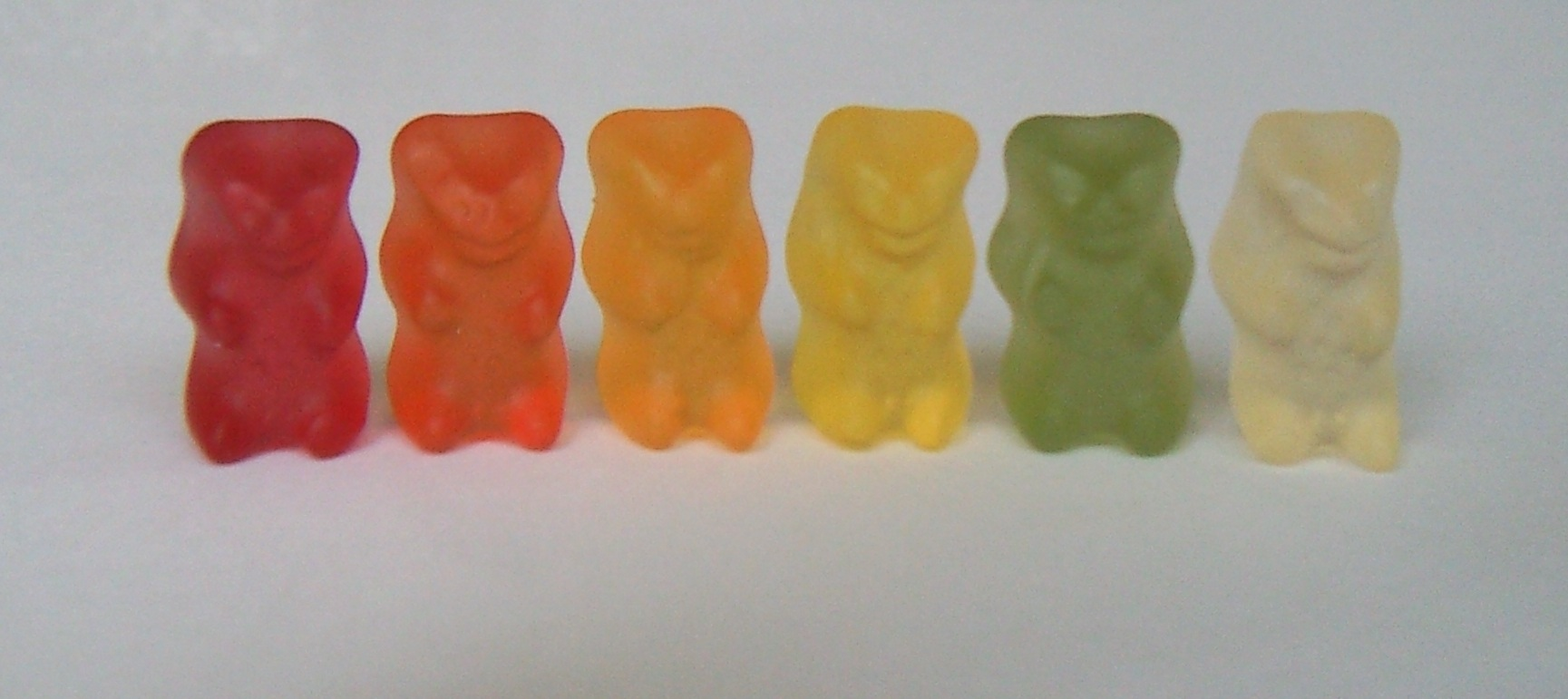
Gummibärchen in sechs verschiedenen Farben und Geschmacksrichtungen

Der Gummibär wurde 1922 von dem Bonner Unternehmer Hans Riegel erfunden. Sein Unternehmen Haribo brachte den sogenannten „Tanzbären“, seit 1960 Goldbär genannt, das erste Mal auf den Markt und ist bis heute Marktführer. Die ursprünglichen „Tanzbären“ waren nicht nur größer als die heutigen Gummibärchen, sondern auch weicher, da zu ihrer Herstellung statt Gelatine noch Gummi arabicum verwendet wurde. Inzwischen werden Gummibären in vielen Variationen von anderen Herstellern angeboten.

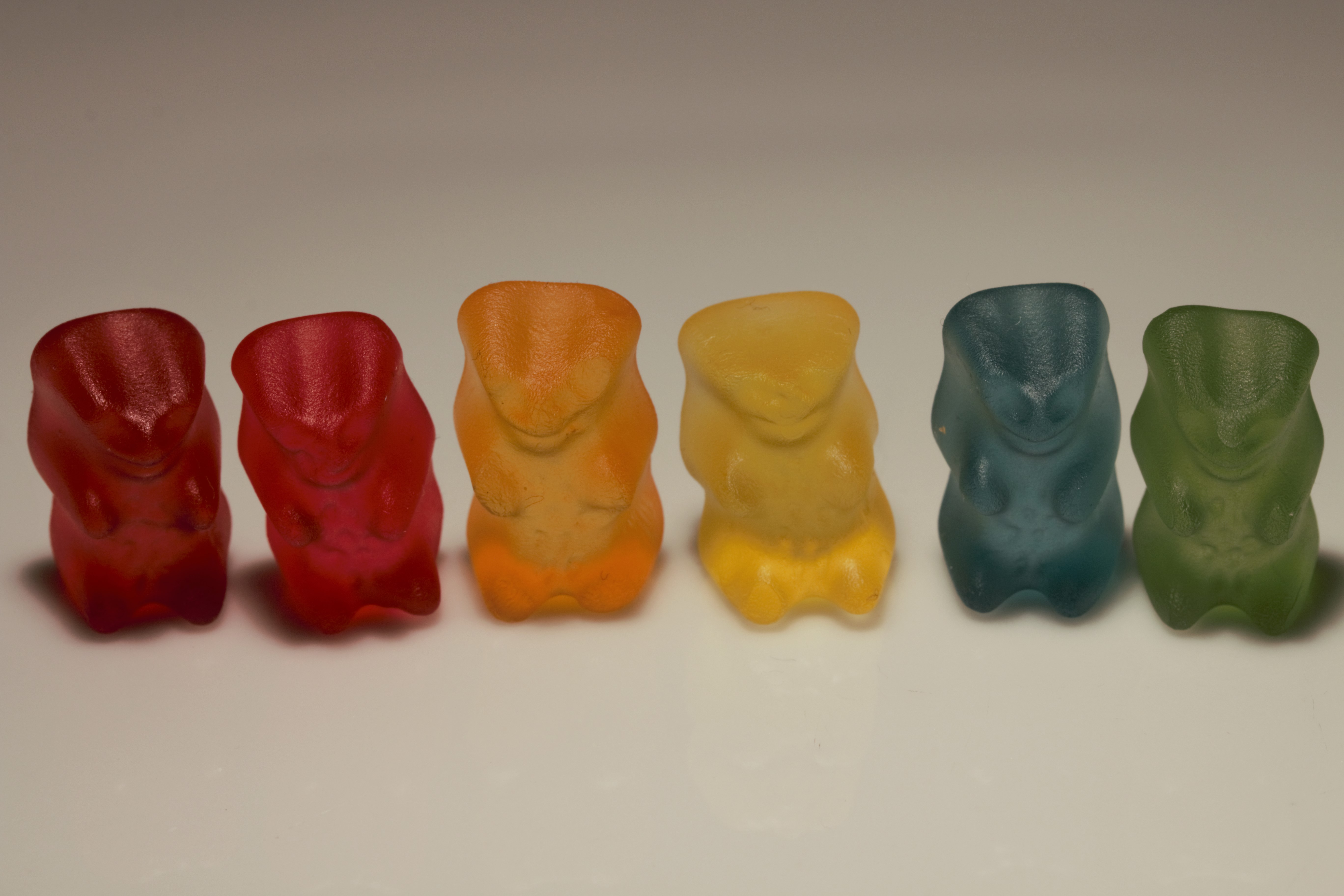
Die „Sommer-Edition“ mit neuen Geschmacksrichtungen

Seit 2000 gibt es Gummibären, bei deren Produktion keine Schweineschwarten verwendet werden. Die vegetarischen Gummibären sollen, als koscher bzw. halāl bezeichnet, vor allem neue Absatzmärkte außerhalb Europas erschließen. Zum Einsatz kommt ein Geliermittel, das beim Abbau von Glukosesirup entsteht. Nach Aussage des Herstellers ist es auch besonders hitzeunempfindlich.
Weitere Varianten sind Gummibären auf Fruchtsaftbasis (mit dem Zusatz „Frucht“ deklariert), die Haribo 2009 auf den Markt brachte. Fruchtsaft wird bereits seit 1989 auch zum Färben verwendet.